# Рэмси, Мэрион
Мэ́рион Рэ́мси (англ. Marion Ramsey; 10 мая 1947, Филадельфия, Пенсильвания — 7 января 2021, Лос-Анджелес, Калифорния) — американская актриса.

## Биография
Родилась 10 мая 1947 года в Филадельфии. В кино дебютировала в 1975 году. Известность ей принесла роль робкого полицейского с громким голосом Лаверн Хукс в серии комедийных фильмов «Полицейская академия». Она также сыграла в популярном сериалe 1990-х годов «Беверли-Хиллз 90210».
Являлась также певицей и композитором. Писала песни в соавторстве с Харасом Файром (профессионально известным под именем Патрик Грант). Как композитор она написала синглы Supernatural Thing, This Time I’ll Be Sweeter, Satan’s Daughter для Гари Глиттера.
На съёмочной площадке «Лавалантулы» в 2015 году она вновь работала с рядом актёров, игравших с ней в «Полицейской академии», включая Стива Гуттенберга.

## Смерть
Скончалась 7 января 2021 года в Лос-Анджелесе после непродолжительной болезни.

## Фильмография
| Год       |    | Русское название                                      | Оригинальное название                     | Роль                              |
| --------- | -- | ----------------------------------------------------- | ----------------------------------------- | --------------------------------- |
| 1976      | с  | Джефферсоны                                           | The Jeffersons                            | Трейси Дэвис                      |
| 1976      | с  | —                                                     | Cos                                       | основная роль                     |
| 1984      | ф  | Полицейская академия                                  | Police Academy                            | Лаверн Хукс                       |
| 1984      | тф | Семейные секреты                                      | Family Secrets                            | Линда Джонс                       |
| 1985      | ф  | Полицейская академия 2: Их первое задание             | Police Academy 2: Their First Assignment  | Лаверн Хукс                       |
| 1986      | ф  | Полицейская академия 3: Переподготовка                | Police Academy 3: Back In Training        | Лаверн Хукс                       |
| 1987      | ф  | Полицейская академия 4: Граждане в дозоре             | Police Academy 4: Citizens On Patrol      | Лаверн Хукс                       |
| 1988      | ф  | Полицейская академия 5: Место назначения — Майами-Бич | Police Academy 5: Assignment: Miami Beach | Лаверн Хукс                       |
| 1989      | ф  | Полицейская академия 6: Город в осаде                 | Police Academy 6: City Under Siege        | Лаверн Хукс                       |
| 1990      | с  | Секретный агент Макгайвер                             | MacGyver                                  | офицер полиции                    |
| 1991      | с  | Беверли-Хиллз, 90210                                  | Beverly Hills, 90210                      | консультант                       |
| 1992—1993 | мс | Семейка Аддамс                                        | The Addams Family                         | Ди Ай Холлер                      |
| 1993      | с  | Джонни Бэго                                           | Johnny Bago                               | медсестра Роберта «Бобби» Томпсон |
| 1993      | в  | —                                                     | John Virgo: Playing for Laughs            | офицер Хукс                       |
| 1993      | с  | —                                                     | Daddy Dearest                             | второй коп                        |
| 1994      | с  | Няня                                                  | The Nanny                                 | женщина в аудитории               |
| 2001      | ф  | Маниакты                                              | Maniacts                                  | шлюха                             |
| 2003      | тф | Рецепт катастрофы                                     | Recipe for Disaster                       | коп на мотоцикле                  |
| 2006      | мс | Робоцып                                               | Robot Chicken                             | Лаверн Хукс / учитель             |
| 2007      | в  | Да поможет нам бог                                    | Lord Help Us                              | Дорета Джексон                    |
| 2007      | ф  | —                                                     | The Stolen Moments of September           | мисс Хеншоу                       |
| 2009      | с  | Не телевидение, а просто кошмар!                      | Tim and Eric Awesome Show, Great Job!     | Харриет                           |
| 2012      | ф  | —                                                     | Who Killed Soul Glow?                     | н/д                               |
| 2013      | ф  | Опять Вавилон                                         | Return to Babylon                         | мисс Аппелбаум                    |
| 2014      | ф  | —                                                     | Wal-Bob’s                                 | Лиллиан                           |
| 2015      | тф | Лавалантула                                           | Lavalantula                               | Тедди                             |
| 2016      | тф | Лавалантула 2                                         | 2 Lava 2 Lantula!                         | Тедди                             |
| 2016      | ф  | —                                                     | DaZe: Vol. Too (sic) — NonSeNse           | мисс Тенусда Норбакл              |
| 2018      | с  | —                                                     | 3rd Eye                                   | Лиза Хартли                       |
| 2018      | ф  | —                                                     | When I Sing                               | Регги                             |